# Taz: Wanted
Taz: Wanted è un videogioco in stile avventura dinamica per le console PlayStation 2, Xbox, Microsoft Windows e GameCube, sviluppato da Blitz Games e pubblicato da Infogrames e Warner Bros. Interactive Entertainment nel 2002. È basato sul personaggio dei Looney Tunes Taz. Lo scopo del gioco è quello di distruggere tutti i poster Taz Wanted e di salvare Sheila. Nel videogioco Taz ha molti nemici: gli assistenti di Sam, le trappole ACME e il nemico numero uno, Yosemite Sam.

## Trama
I due Diavoli della Tasmania Taz e She-Devil vengono rapiti e ingabbiati da Yosemite Sam, che rende il primo l'attrazione principale dello Yosemite Zoo, e l'altra il premio di Gladiatoons, il tele-show da lui sponsorizzato. Taz riesce ad evadere, ma scopre che il cancello di uscita è bloccato e Titti lo informa che Sam ha fatto mettere una taglia sulla sua testa e ha messo in ogni area di suo possesso sette cartelli di ricercato, a volte nei posti più disparati. Titti decide di aiutare Taz a fare piazza pulita dei cartelli e di aiutarlo ad aprire il cancello d'uscita. Sbarazzatosi dei cartelli di ogni area, Titti indica a Taz dei punti in cui si trova un particolare elemento che lo aiuterà a sfondare il cancello (nello Zoo, tali elementi sono un elefante dello zoo, uno spargineve dall'area sciistica e un canotto gonfiabile dall'area balneare). Sfruttando questi elementi, Taz supera il cancello, ma scopre che Sam ha lasciato il suo assistente Gossamer a occuparsi di lui, giocando ad una partita di Pong usando loro come racchette e un elefante come pallina.
Taz vince la partita e insegue Sam e Gossamer fino a Sam Francisco, dove intende entrare nell'arena di Gladiatoons usando altri elementi (un hotdog di plastica del museo, un'insegna del centro commerciale e una betoniera malfunzionante del cantiere). Taz riesce a penetrare a Gladiatoons, e anche a parteciparvi dopo aver schiacciato uno dei concorrenti, Willy il Coyote; si ritrova così contro il campione in carica Daffy Duck e vince la sfida, ma viene ingabbiato da Daffy e portato via dagli scagnozzi di Sam, che intende portarli alla loro casa natale, ormai trasformata in un luna park chiamato Tazland.
Taz riesce però a scappare di nuovo mentre il treno su cui si ritrova fa tappa al deserto, vedendo dall'altra parte del canyon in cui si trova la gabbia di She-Devil che viene trasportata in un magazzino di esplosivi. Presi altri elementi (una roccia dal deserto con cui piegare delle rotaie, un carrello minerario a reazione dalla miniera e spento la macchina delle balle d'erba rotolanti dell'area spaventosa che impediva alle rotaie di essere usate), Taz si catapulta al magazzino, Tritolo City, dove affronta Sam e fa esplodere diverse cariche di fuochi d'artificio accanto a lui. Il magazzino esplode, Sam fa in tempo a fuggire con She-Devil, mentre Taz è scaraventato nello spazio dove, rimbalzando tra un satellite e l'altro, precipita in Tasmania, ormai ridotta ad un luna park in costruzione.
Distrutti gli ultimi cartelli, Taz entra quindi nel vulcano, trasformato in una discoteca. Sam tenta di buttare Taz nella lava attivando una botola, ma essa non si apre se non prendendo a calci il macchinario, proprio mentre Gossamer si trovava sopra e il Vulcano attiva la sequenza di autodistruzione manuale. Sam decide di attivarla per distruggere l'isola, ma Taz riesce a fermarlo e, apparentemente, Sam precipita nella lava. Scorrono quindi i crediti, ma Sam si rivela vivo grazie ad un Jetpack e fugge via. Mentre Taz cerca di liberare la sua fidanzata, il dirigibile di Sam porta dentro i due diavoli e Taz scopre che la vera mente dietro il progetto di Tazland non era Sam, ma Titti. Furioso, Taz ingaggia una lotta contro il canarino, a bordo di un macchinario simile alla tuta spaziale usata nello scontro finale di Alien, e ha infine la meglio e fa precipitare Titti nell'oceano australiano. Liberata She-Devil, Taz si accinge a far atterrare il mezzo volante, ma lo fa schiantare; furiosa, She-Devil gli passa scopa e paletta e gli ordina di ripulire tutto.

## Personaggi
- Taz: protagonista del gioco. Fuggito dalla sua gabbia nello zoo di Sam, si precipita a salvare She-Devil dalle grinfie del magnate, aiutato da Titti. Le sue mosse includono mangiare diverse cose e risputarle, distruggere tutto con il suo tornado e urlare contro i nemici spaventandoli (mossa poi sostituita dall'attacco speciale dei costumi). Non può nuotare, come confermato in alcuni cartoni.
- She-Devil: fidanzata di Taz. Mentre il suo fidanzato farà da attrazione principale dello zoo, lei sarà il premio del concorso Galadiatoons. Mentre Taz si occupa del boss finale, She-Devil si libera da sola dalla gabbia. Fa anche da secondo giocatore nelle sfide multiplayer.
- Yosemite Sam: antagonista principale del gioco. Dopo aver catturato i due diavoli della Tasmania, decide di trasformare la loro isola in un parco divertimenti. Taz lo affronta due volte nel gioco, prima del boss finale.
- Cacciatori di Sam: i guardiani dello zoo al soldo di Sam. A differenza degli altri nemici delle aree, costoro sono quelli da temere veramente, in quanto rinchiuderanno Taz in gabbia, abbassandogli la taglia. Assomigliano molto a Mack, il guardiano dello zoo visto nel cartone Incontrare il diavolo.
- Scatole-a-sorpresa: questi nemici possono essere distrutti solo se disattivati tramite un pannello che si può attivare principalmente con una pedana roteante. Se attivi, questi picchieranno Taz con un guantone nascosto dentro loro, scaraventandolo lontano.
- Nemici comuni: come i Cacciatori di Sam, questi personaggi faranno di tutto per fermare Taz per la sua taglia, ma se questi ne viene colpito, verrà solo stordito o rimbalzato lontano, senza abbassamento di taglia. Tra i guardiani sono presenti orsi (tra cui orsi polari), guardie, carpentieri, robot, alligatori, squali, gorilla, fuorilegge (tra cui Nasty Canasta), minatori, cani da guardia (tra cui gli ortro), zulu e uccelli.
- Titti: appare con Silvestro nella selezione delle lingue, poi aiuta Taz con i tutorial e indicandogli la posizione dei cartelli ricercato. Si rivelerà essere però la mente dietro le idee di Sam, facendo di lui il boss finale.
- Gossamer: braccio destro di Sam, nonché primo boss. Aiuta Sam con il trasporto delle gabbie dei diavoli. Finisce poi ucciso nel vulcano, cadendo in una botola difettosa. Fa anche da secondo giocatore nelle sfide multiplayer.
- Taddeo: fa da arbitro alla gara di Gladiatoons, lo show sponsorizzato da Sam.
- Willy il Coyote: il secondo partecipante di Gladiatoons, di cui Taz ne prende il posto. Willy è poi rivisto nel deserto dove cerca di fermare Beep Beep presso una galleria ferroviaria, venendo investito dal treno. Per tutto il livello "Granny Canyon" sono presenti diverse sue trappole.
- Daffy Duck: sfidante e campione di Gladiatoons, nonché secondo boss. Fa anche da secondo giocatore nelle sfide multiplayer.
- Gatto Silvestro: compare con Titti nella selezione delle lingue, poi nell'intro animata con Willy, Taddeo, Duffy e Sam dove inseguono Taz, che ha rovinato ciò che stavano facendo.

## Livelli
I livelli in Taz: Wanted sono suddivisi in varie ambientazioni e mondi. In ogni mondo dopo aver completato i tre livelli principali si dovrà affrontare il boss di quel mondo.
Yosemite Zoo (travestimento: renna)
- Zooney Tunes (travestimento: skater)
- Borgo Ghiacciolo (travestimento: snowboarder)
- Looney Lagoon (travestimento: surfista)

Boss: Elephant Pong
Sam Francisco
- Samsonian Museum (travestimento: ninja)
- Looningdal's (travestimento: DJ)
- Banca Samerica (travestimento: agente SWAT)

Boss: Gladiatoons
Wile E. West
- Granny Canyon (travestimento: cowboy)
- Taz Fantasma (travestimento: Taz mannaro)
- Miniera Cartoon (travestimento: Indiana Jones)

Boss: Tritolo City
Tazland Park (travestimento: Tarzan)
Boss 1 : Disco Volcano
Boss 2 : Il Dirigibile Della Paura

## Obiettivi
Nel gioco si hanno disponibili 3 livelli di Daffy-coltà: Normale, Avanzato ed Esperto. In base al livello di Daffy-coltà selezionato gli obiettivi nei livelli sono sempre più difficili da risolvere.
Nella modalità Normale nei livelli si dovrà:
- Distruggere i 7 poster Wanted.
- Distruggere il 50% degli oggetti distruttibili.
- Trovare la statua d'oro di Sam.
- Collezionare 100 panini.